# 1984-es magyar birkózóbajnokság
Az 1984-es magyar birkózóbajnokság a hetvenhetedik magyar bajnokság volt. A kötöttfogású bajnokságot március 31. és április 1. között, a szabadfogású bajnokságot pedig március 29. és 30. között rendezték meg, mindkettőt Budapesten, a Körcsarnokban.

## Eredmények

### Férfi kötöttfogás
| Versenyszám | Arany                            | Arany | Ezüst                             | Ezüst | Bronz                         | Bronz |
| ----------- | -------------------------------- | ----- | --------------------------------- | ----- | ----------------------------- | ----- |
| 48 kg       | Vadász Csaba Dunaújvárosi Kohász |       | Balogh Mihály Diósgyőri VTK       |       | Seres Ferenc Honvéd Szondi SE |       |
| 52 kg       | Rácz Lajos Honvéd Szondi SE      |       | Tiger Tibor Ganz-MÁVAG VSE        |       | Tóth Ferenc Debreceni MVSC    |       |
| 57 kg       | Bakos Dezső Ganz-MÁVAG VSE       |       | Soós István Bp. Spartacus         |       | Sike András Ferencvárosi TC   |       |
| 62 kg       | Tóth István Ganz-MÁVAG VSE       |       | Bódi Jenő Bp. Honvéd              |       | Szilvásy Miklós Vasas SC      |       |
| 68 kg       | Dudás Tibor Ganz-MÁVAG VSE       |       | Szombathy Kálmán Eger SE          |       | Péter István Szegedi VSE      |       |
| 74 kg       | Vámos Péter Honvéd Szondi SE     |       | Kocsis László Kecskeméti SC       |       | Nádasi Attila Ferencvárosi TC |       |
| 82 kg       | Komáromi Tibor Ferencvárosi TC   |       | Kaiber János Ganz-MÁVAG VSE       |       | Erdélyi Gyula BVSC            |       |
| 90 kg       | Növényi Norbert Bp. Spartacus    |       | Kovács Tibor Dunaújvárosi Kohász  |       | Herczeg Lajos Újpesti Dózsa   |       |
| 100 kg      | Gáspár Tamás Ferencvárosi TC     |       | Miholek István Vasas SC           |       | Illés István BVSC             |       |
| +100 kg     | Nagy József Ganz-MÁVAG VSE       |       | Kovács József Dunaújvárosi Kohász |       | Rovnyai János Bp. Spartacus   |       |

### Férfi szabadfogás
| Versenyszám | Arany                          | Arany | Ezüst                           | Ezüst | Bronz                              | Bronz |
| ----------- | ------------------------------ | ----- | ------------------------------- | ----- | ---------------------------------- | ----- |
| 48 kg       | Bíró László Ferencvárosi TC    |       | Szabó István Diósgyőri VTK      |       | Gyulai Mihály Ferencvárosi TC      |       |
| 52 kg       | Szabó Lajos Diósgyőri VTK      |       | Tóth Ferenc Debreceni MVSC      |       | Retkes József Csepel SC            |       |
| 57 kg       | Nagy Béla Ferencvárosi TC      |       | Migléczi János Diósgyőri VTK    |       | Németh Sándor Csepel SC            |       |
| 62 kg       | Orbán József Csepel SC         |       | Kiss Sándor Bp. Spartacus       |       | Révfi Tibor Bp. Honvéd             |       |
| 68 kg       | Szalontai Zoltán Diósgyőri VTK |       | Szanati László Zalaegerszegi TE |       | Gulyás István Csepel SC            |       |
| 74 kg       | Fehér István Ferencvárosi TC   |       | Nagy János Honvéd Szondi SE     |       | Lakatos Győző Bp. Honvéd           |       |
| 82 kg       | Kovács István Csepel Autó VSE  |       | Nagy Lajos Csepel SC            |       | Tóth Gábor Csepel SC               |       |
| 90 kg       | Molnár Géza Bp. Honvéd         |       | Kiss István Szegedi VSE         |       | Petrezselyem Antal Ferencvárosi TC |       |
| 100 kg      | Robotka István Csepel SC       |       | Bodó Antal Szegedi VSE          |       | Ilonka Ferenc Kecskeméti SC        |       |
| +100 kg     | Balla József Ferencvárosi TC   |       | Klauz László Csepel SC          |       | Rovnyai János Bp. Spartacus        |       |